# Judit Bokser
Judit Bokser Misses-Liwerant es investigadora y profesora mexicana. Es profesora tiempo completo de la Facultad de Ciencias Políticas y Sociales de la Universidad Nacional Autónoma de México (UNAM). Es miembro de la Academia Mexicana de Ciencias y del Sistema Nacional de Investigadores (SNI, nivel 3) del Consejo Nacional de Ciencia y Tecnología (Conacyt). Actualmente es Directora-Editora de la Revista Mexicana de Ciencias Políticas y Sociales y Coeditora de la serie Jewish Identities in a Changing World de Brill Editorial House. 
Desde 2013 ha sido distinguida con el nombramiento de Distinguished Visiting Professor de la Universidad Hebrea de Jerusalén.
Nació en Argentina y radica en México desde 1967. Estudió Sociología y Ciencias Políticas en la Universidad Hebrea de Jerusalén y se doctoró en Ciencias Política  en la Facultad de Ciencias Políticas y Sociales de la Universidad Nacional Autónoma de México. 

## Líneas de investigación y desarrollo profesional
Sus principales líneas de investigación se han desplegado alrededor de la cuestión nacional; modernidad y su impacto sobre la condición judía; migración y vida judía en América Latina; identidades colectivas y procesos de globalización; transnacionalismo; multiculturalismo; y antisemitismo.
En su trabajo sobresale la especialización y la interacción disciplinaria, la diversificación y consolidación de nuevos campos de investigación, así como una densa articulación de la investigación con la docencia. 
Cuenta con una amplia obra publicada y ponencias presentadas en cerca de dos centenares de congresos científicos y coloquios nacionales e internacionales. 
Ha sido invitada a impartir cátedra en numerosas instituciones nacionales y extranjeras. Entre ellas, Eckstein Scholar in Residence, Arizona State University; Cátedra Beatty de McGill University; École des Hautes Études en Sciences Sociales; Cátedra San Martín de la Universidad Hebrea de Jerusalén; Institute for Advanced Studies, Universidad Hebrea de Jerusalén.
Entre sus actividades profesionales en México sobresale su participación en 2003 como miembro de la Comisión Ciudadana de Estudios contra la Discriminación, en cuyo seno trabajó para la formulación de la Ley Federal para Prevenir y Eliminar la Discriminación, de manera particular en el artículo donde se específica y tipifica al antisemitismo. En esa misma área de acción fue consejera de la Comisión de Derechos Humanos del Distrito Federal y miembro de la Asamblea Consultiva del Consejo Nacional para Prevenir la Discriminación. 
Desde 1995 y hasta el 2012 se desempeñó como Jefa de la División de Estudios de Posgrado de la misma institución y Coordinadora del Programa de Posgrado en Ciencias Políticas y Sociales de la UNAM, cuya reforma académica lideró.

### Proyectos y productos de investigación
A lo largo de su trayectoria, Bokser Liwerant ha dirigido numerosos proyectos y grupos de investigación. En la década inicial de su trabajo (1971-1981), como investigadora del Centro de Estudios Políticos de la Facultad de Ciencias Políticas y Sociales, su labor se caracterizó, en primer lugar, por la contribución a la investigación disciplinaria en ciencia política así como por el estudio de corrientes teóricas y andamiajes metodológicos, mismo que se continuaría y diversificaría en las décadas siguientes. Destacan importantes publicaciones tanto colectivas e individuales, como coordinadora y autora de los libros: Estado Actual de la Ciencia Política (1997); Agendas de Investigación y Docencia en Ciencia Política (1999); Léxico de la Política (2000) y Las Ciencias Sociales, Universidad y Sociedad (2003).
Sus artículos dejan ver los acercamientos progresivos al cada vez más pertinente binomio disciplina/interacción disciplinaria. Entre ellos se destacan: “Parsons y Dahl: dos tentativas de confinar la realidad política” (1975); “Teoría Política” (2000); “Fronteras y convergencias disciplinarias” (2009); “Ciencias Sociales y Políticas de Estado en México” (2013); “Latin American Jewish Social Studies: the Evolution of Cross-Disciplinary Field” (2014) y “Thinking ‘Múltiples Modernities’ from Latin America’s Perspectives: complexity, periphery and diversity” (2016).
Esta línea de trabajos ha cristalizado, a su vez, en diversos proyectos de investigación institucionales a los que se incorporaron estudiantes y jóvenes investigadores. Entre ellos: “Las Ciencias Sociales frente al siglo XXI. Fronteras de conocimiento y temáticas emergentes” (1998-2001); “Disciplina y multidisciplina en las ciencias sociales. Nuevos problemas y formulaciones” (2002, 2003, 2004); “Balance y proyección de las ciencias sociales de frente a la sociedad del conocimiento I, II y III” (2005, 2006, 2007); “La construcción de una nueva institucionalidad para las ciencias sociales” (2008); el Seminario Internacional sobre las Ciencias Sociales (International Social Research Council / UNESCO) y Globalization in the Social Sciences (Princeton University / Maison de Sciences de L’Homme), así como en foros académicos y consultivos nacionales tejiendo puentes entre la experiencia institucional y las tendencias desarrolladas en otros marcos.
Sus trabajos se orientan a temáticas focalizadas en la construcción de ciudadanía, representación y grupos intermedios en México. A partir de ello, inauguró un novedoso y relevante campo de investigación focalizado en el proceso de construcción y búsqueda de la modernidad y la identidad nacional y su encuentro con el desafío de la incorporación e integración de minorías. Este campo, en el que se conjugan la Ciencia Política, la Sociología y el análisis histórico con los estudios de judaísmo contemporáneo, recupera la óptica global de la modernidad como propuesta universalizante y sus impactos críticos y contradictorios sobre las identidades colectivas (nacionales, étnicas, religiosas). El doble enfoque que conjunta la dimensión nacional y el colectivo judío, mismo que rebasa fronteras nacionales, dará lugar a una producción profusa en la que se incorporan espacios estructurales de acción; sociedad y comunidad; ciudadanía y etnicidad. 
Destaca como obra fundacional el libro Imágenes de un Encuentro. La Presencia Judía en México durante la primera mitad del siglo XX (1991, 1992, 1995), que mereció el Premio Caniem 1993 y devino un referente como fuente de consulta documental y analítica; de igual modo, Encuentro y Alteridad. La vida y la cultura judía en América Latina (1999); Identities in an Era of Globalization and Multiculturalism. Latin America in the Jewish World (2008), Reconsidering Israel-Diaspora Relations (2015) y Pertenencia y Alteridad. Los Judíos en/de América Latina en ese mismo año, así como un sin número de artículos científicos y capítulos de libro de su autoría. En éstos se perfilan diferentes subcampos temáticos: de la cuestión nacional a procesos de legitimación; de políticas migratorias a modalidades de acción colectiva; de las identidades y adscripciones a la dinámica cambiante de la expresión (y construcción) de la diferencia en la esfera pública. Señalemos “La Identidad Nacional: Unidad y Alteridad” (1994); “Judaísmo, Modernización y Democracia en México” (1995); “De Exilios, Migraciones y Encuentros Culturales (1995); y “Globalization and Latin American Jewish Identities: the Mexican Case in Comparative Perspective” (2008), entre otros. 
El estudio de las expectativas y márgenes de integración de un grupo minoritario arrojan luz sobre la compleja significación de lo extranjero en la conformación de lo nacional y sus investigaciones se abren a un nuevo eje de indagación: las convergencias y singularidad que inciden en el binomio aceptación-rechazo. De ello se derivan importantes estudios sobre la alteridad, el racismo, el antisemitismo y la discriminación, temáticas que permiten el estudio de la realidad nacional desde ópticas diferentes. Entre ellos: “El Antisemitismo: recurrencias y cambios históricos” (2001); “La cuestión judía hoy: del ¿socialismo de los tontos? a la recurrencia del prejuicio” (2004); “El México de los años Treinta: Cardenismo, Inmigración Judía y Antisemitismo” (2006); “La Discriminación. Un fenómeno Difuso. Reflexiones a partir de la Primera Encuesta Nacional sobre Discriminación en México” (2008); “Dinámicas de inclusión y de exclusión. Aproximaciones a la construcción identitaria judía en México” (2011); “Mexico in a Region under Change” (2011), “Antisemitism in Latin America: Recurrences and Changes” [con Yael Siman](2016); y “Conceptual and Methodological Cluesfor Approaching the Connections between Mexico and the Holocaust: Separate or Interconnected Histories? [con Daniela Gleizer y Yael Siman] (2016) entre otros. 
Su contribución en esta línea se distingue también en foros tan importantes como la Comisión Ciudadana de Estudios contra la Discriminación (en la que participa en la elaboración de la legislación contra la discriminación, la xenofobia y el antisemitismo); como Consejera de la Comisión de Derechos Humanos del DF (2002-2008); y como Miembro de la Asamblea Consultiva del Consejo Nacional para Prevenir la Discriminación (2008-2014). De igual modo, sus estudios también nutrieron los análisis y publicaciones de Tribuna Israelita (México), el Institute of Jewish Affairs (Londres), y el Jewish Policy Institute (Jerusalén).
Ulteriores investigaciones se extienden hacia temáticas en las que los encuentros entre lo particular y lo universal aportan una nueva densidad analítica a la conceptualización y el estudio de la complejidad social. Cabe destacar una doble vertiente. Por una parte, cobra nueva dimensión el eje enfocado a la diversidad étnica y religiosa y los procesos de secularización y reafirmación primordialista, destacándose entre otros, “Globalización, diversidad y pluralismo” (2006); “Identidad, diversidad y democracia: oportunidades y desafíos”; “La religión en el espacio público: los procesos de desecularización” (2008); “Multiculturalismo” (2008); y “Discriminación y minorías religiosas” (2012), muchos otros sobre secularización y laicidad.
Sus estudios sobre globalización y su carácter multifacético, multidimensional y contradictorio así como el desarrollo singular en la región, tal como se expresan en novedosas formas de conciencia diaspórica y pertenencia nacional arrojan luz sobre la realidad nacional, sobre otros grupos en el continente y sobre las comunidades judías en otras regiones. Los principales aportes han encontrado expresión en la publicación como autora y coeditora de: Identidad, Sociedad y Política (2008); Transnationalism (2009); Pensar la Globalización, la democracia y la diversidad (2009); Pertenencia y Alteridad. Judíos en/de América Latina: cuarenta años de cambios (2011); Community, Society and Politics. Past and Present Paths of Latin American Jews. Leiden-London, (aceptado por Brill) y Reconsidering Israel-Diaspora Relations, (2014). En esta línea destacan los artículos pioneros: “Globalización, diversidad y pluralismo” (2006); “Identidades colectivas y esfera pública en México. Transformaciones y recurrencias” (2009); “Identidad, diversidad y democracia: oportunidades y desafíos” (2009); “Klal Ysrael Today. Unity and Diversity: Reflections on Europe and Latin America in a Globalized World” (2008).
A partir de las formulaciones ideológicas y culturales nacionales y comunitarias, investiga a las comunidades judías a la luz de los procesos de representación y de organización política, un corte metodológico que parte de coyunturas y reconstruye tendencias mayores. Esta línea quedó plasmada en: “El Movimiento Sionista, la Sociedad y el Gobierno de México Frente a la Partición de Palestina” (1993); “México y la partición de Palestina” (1999); “The Six Day War and its Impact in the Mexican Jewsih Community” (2000); “Deslegitimación de la Presencia Judía: la Ecuación Sionismo Racismo” (2001) y “Semitas en el espacio público mexicano” (2006), entre otros.
El transnacionalismo como nuevo ángulo analítico es investigado desde la perspectiva de las transformaciones en la morfología social y comunitaria, así como en las realidades e imaginarios contemporáneos de América Latina y sus comunidades judías. De ello se derivan aportes sustantivos a las áreas de especialización Diaspora Studies y Transnational Studies. Entre otros trabajos: “Diásporas y transnacionalismo: nuevas indagaciones sobre los judíos latinoamericanos hoy” (2011); “On Diaspora and Loyalties in Times of Globalization and Transnationalism” (2014); “Globalization, transnationalism, diasporas: facing new realities and conceptual challenges” (2015); “Transnational Expansions of Latin American Jewish Life in times of migration: A mosaic of experiences in the United States” (2015). Las migraciones regionales, en especial de académicos y profesionales, es estudiada en términos de circulación de conocimientos (y no de fuga de cerebros) y halla expresión en el amplio informe de investigación internacional Latin American Jewish Educators in a Transnational World (Jerusalén, México y Buenos Aires, 2014), revisado y publicado en español en 2015 como El Educador Judío Latinoamericano en un Mundo Transnacional.
Por otra parte, a partir de la intersección identidades colectivas y el reordenamiento mundial en clave de regionalización y globalización de los conflictos, ha estudiado desde diferentes ópticas el conflicto israelí-palestino y, de modo específico, su impacto sobre las comunidades judías. En esta línea destacan, entre otros, los trabajos: “De la Guerra a la Paz en el Medio Oriente: política, economía y cultura” (1995); “The Middle East: Between War and Peace” (2003); El Conflicto en el Medio Oriente. Entre la Guerra y la Paz, [Editora con Juan Felipe Pozo] (2006); El Medio Oriente Hoy: Nuevas Tendencias e Interrogantes [en colaboración con Yael Siman] (2011).

## Premios destacados
Marshall Sklare Award 2017, otorgado por la Association for the Social and Scientific Study of Jewry, de Estados Unidos; Premio Universidad Nacional 2015 en el área de Investigación en ciencias sociales por la UNAM; Premio Life Award 2014 de la Revista Studies on Antisemitism; International Max Fisher Prize in Education 2008, otorgado por la Jewish Agency; Reconocimiento Sor Juana Inés de la Cruz 2007, otorgado por la UNAM.

## Obra publicada
Como Directora–Editora de la Revista Mexicana de Ciencias Políticas y Sociales, ha publicado los siguientes trabajos editoriales: 
- “De desafíos, saberes y convergencias. La Revista Mexicana de Ciencias Políticas y Sociales”, número 217 (enero-abril, 2013);
- “México y América Latina. La investigación social como puente entre lo universal y lo particular”, número 218, (mayo-agosto de 2013);
- “Ciencias Sociales y conocimiento: ¿Intelección de opciones de cambio y cursos de acción posibles”, número 219, (septiembre-diciembre de 2013);
- “Los desafíos de las ciencia sociales frente a las múltiples resonancias de lo global”, número 220 (enero-abril de 2014);
- “Política y memoria. Pluralizando los escenarios del pasado y del presente”, número 221 (mayo-agosto de 2014);
- “En torno a las transformaciones de lo político, el poder y las prácticas sociales”, número 222 (septiembre-diciembre de 2014);
- “Poder, política y sociedad. El entramado latinoamericano de las desigualdades en el contexto global”, número 223 (enero-abril de 2015);
- “Policromía de saberes: Sobre reconfiguraciones múltiples y conflictos regionales en un mundo global”, número 224 (mayo-agosto de 2015);
- “Las ciencias sociales de nuestro tiempo: entre sinopias y pentimenti”, número 225 (septiembre-diciembre de 2015);
- “60 años de la RMCPyS: instantáneas y miradas desde las ciencias sociales” [con Fernando Castañeda], número 226 (enero-abril de 2016);
- “Pensar a la sociedad y al espacio público: inclusión y democracia”, número 227 (mayo-agosto de 2016);
- “Nombrar, analizar y reflexionar: El Holocausto y otros genocidios”, número 228 (septiembre-diciembre de 2016);
- “América Latina en el siglo XXI: Transiciones, malestares y retos”, número 229 (enero-abril de 2017);
- “Caleidoscopios conceptuales: institucionalidad y complejidad; crisis sólida, modernidad homogénea y posmodernidad líquida”, número 230 (mayo-agosto de 2017);
- “Los ciudadanos como protagonistas y el lugar de los medios, la mediación y la cultura política en América Latina", número 231 (septiembre-diciembre de 2017);
- “Accesibilidad, visibilidad internacional y diversidad temática en la Nueva Época de la Revista Mexicana de Ciencias Políticas y Sociales”, número 232 (enero-abril de 2018);
- “Escalas, espacios y fronteras. Una mirada internacional a los problemas políticos y sociales contemporáneos”, número 233 (mayo-agosto de 2018);
- “Los 68: movimientos estudiantiles y sociales en un emergente transnacionalismo y sus olas dentro del sistema-mundo. A manera de editorial” [con Federico Saracho], número 234 (septiembre-diciembre de 2018);
- “Democracia, transformaciones institucionales y reconfiguraciones políticas”, número 235 (enero-abril de 2019);
- “Apuntes en torno a los avatares del conocimiento científico: filosofía, ciencias sociales y saber político”, número 236 (mayo-agosto de 2019).

## Libros
- Imágenes de un Encuentro. La Presencia Judía en México durante la primera mitad del siglo XX, México, UNAM,  Comité Central Israelita, MBM, 1991, 1993 y 1995. (ref.)
- Estado Actual de la Ciencia Política, Coordinadora, Colegio Nacional de Ciencia Política, Universidad Autónoma Metropolitana, Instituto Federal Electoral, 1997.
- Encuentro y Alteridad. La vida y la cultura judía en América Latina , en colaboración con Alicia Backal, Editoras y estudio introductorio, Fondo de Cultura Económica, UNAM, Universidad de Tel Aviv , Universidad de Jerusalén, 1999.
- Agendas de Investigación y Docencia en Ciencia Política, Coordinadora, Colegio Nacional de Ciencia Política, UNAM, UAM, 1999.
- Léxico de la Política , en colaboración con Isidro Cisneros, Laura Baca, Germán Pérez , Fondo de Cultura Económica, 2000.
- Las Ciencias Sociales, Universidad y Sociedad, Coordinadora, UNAM, 2003.
- El Conflicto en el Medio Oriente. Entre la Guerra y la Paz, Editora con Juan Felipe Pozo, Universidad Hebraica,[Número especial]  2006.
- VVAA Le Printemps du Politique. Pour en finir avec le déclinisme. París, Laffont, 2007.
- Identities in an Era of Globalization and Multiculturalism. Latin America in the Jewish World, Editora con Eliezer Ben Rafael, Yossi Gorny y Raanan Rein, Brill Leiden-Boston, 2008.
- Identidad, Sociedad y Política, Editora con Saúl Velasco, México, UNAM-siglo XXI, 2008.
- Transnationalism, Editora con. Eliezer Ben Rafael, Yitzhak Sternberg y Yossi Gorny, Brill: Leiden-Boston, 2008.
- Pensar la Globalización, la democracia y la diversidad. Coordinadora con Felipe Pozo, y Gilda Waldman, UNAM-Posgrado, 2009.
- Pertenencia y alteridad. Judíos en/de América Latina: cuarenta años de cambios. Editora con Haim Avni, et al.. Editorial Iberoamérica-Berlín-Madrid, 2011.
- Reconsidering Israel-Diaspora Relations, Editora con Eliezer Ben Rafael y Yosi Gorni, Brill:Leiden-Boston, 2014.
- El Educador Judío Latinoamericano en un Mundo Transnacional, (Editora con Sergio DellaPergola, Leonardo Senkman y Yossi Goldstein), Editorial Bonilla y Artigas, México, 2015.

## Otros reconocimientos
- Medalla y Diploma al Mérito Universitario, por 40 años de Docencia, UNAM, 2011
- Reconocimiento del Rector de la UNAM, Dr. Juan Ramón de la Fuente, por los trabajos desarrollados para elaborar la propuesta de Reforma al Reglamento General de Estudios de Posgrado, noviembre de 2006.
- Medalla y Diploma al Mérito Universitario, por 35 años de Docencia, UNAM, 2006.
- Medalla Raúl Cardiel Reyes al Mérito Académico en Ciencia Política, UNAM, 2004.
- Diploma de Reconocimiento a la Coordinación del Programa de Estudios Judaicos, Universidad Iberoamericana-Centro para los Estudios Universitarios, Jerusalén.
- Medalla y Diploma al Mérito Universitario, por 30 años de Docencia, UNAM, 2001.
- Premio Instituto Cultural México-Israel 1999: reconocimiento a quienes a lo largo de su trayectoria profesional han contribuido en forma muy destacada a las diferentes ramas del quehacer humano en México.
- Reconocimiento de la Asociación Mexicana de Investigadores de la Comunicación (AMIC) 1997-1999.
- Medalla y Diploma al Mérito Universitario, por 25 años de Docencia, UNAM, 1996.